# Escuela de Nivel Medio Superior de Guanajuato
La Escuela de Nivel Medio Superior de Guanajuato es el mayor centro de enseñanza del nivel medio superior en el municipio de Guanajuato y forma parte de la Universidad de Guanajuato. Actualmente tiene 2500 estudiantes matriculados. Decenas de jóvenes llegan de diferentes partes del estado en busca de un lugar en dicha institución.

## Historia

Antiguo Colegio de la Compañía de Jesús.

Aunque según muchos la escuela fue inaugurada en 1986, ya se impartía educación de Nivel Medio Superior desde 1945, cuando el Colegio del Estado pasó a ser Universidad de Guanajuato. Originalmente, la institución se encontraba a un lado del Templo de Jesús. No fue sino hasta 1971 cuando la escuela fue trasladada a su actual ubicación en la calle Alameda, siendo sus instalaciones inauguradas por el entonces presidente Luis Echeverría Álvarez.
Muchos de los maestros fundadores de la escuela aún se encuentran impartiendo clases en el plantel. Héctor Vázquez Delgado, profesor emérito, por ejemplo, se dice ha tenido una currícula bastante amplia de alumnos que han tomado clases con él a través de los años. Se dice también que el maestro Mario Arellano contribuyó con sus conocimientos en ingeniería para la construcción del plantel.
El auditorio de la escuela cuenta con capacidad para más de 500 personas y no fue inaugurado sino hasta el año 2004. Su diseño fue llevado a cabo por maestros con formación en Ingeniería dentro de la escuela entre ellos el maestro Albino Salazar Landín.

## Actividades deportivas o artísticas
Además de la tira de materias básica acorde al programa de la SEP, la institución cuenta con un programa de educación integral que exige a los alumnos cursar una actividad deportiva y/o artística en cada semestre.
La variedad de éstas actividades que puede escoger el alumno es una de las más amplias aún entre el resto de las escuelas preparatorias que forman parte del Colegio de Nivel Medio Superior de la Universidad de Guanajuato. Entre ellas se encuentran el fútbol, la escalada, aerobics, basketball, natación, taekwondo y gimnasia. Las actividades artísticas incluyen dibujo al natural, teatro, actuación, danza contemporánea o folcklorica, pintura, taller de poesía y música.
Recientemente se inauguró el Taller de Rock, lo cual ha promovido la promoción de bandas de rock en la preparatoria y la implementación de ésta actividad recreativa como una clase. La escuela también cuenta con su propia orquesta sinfónica y rondalla.

## Alumnos distinguidos
Juan Carlos Romero Hicks, miembro del Senado de México y exgobernador del Estado de Guanajuato.

## Galería
|                   |
| Entrada principal |

|          |
| Jardines |

|            |
| Biblioteca |